# Deutsche Turfanexpeditionen

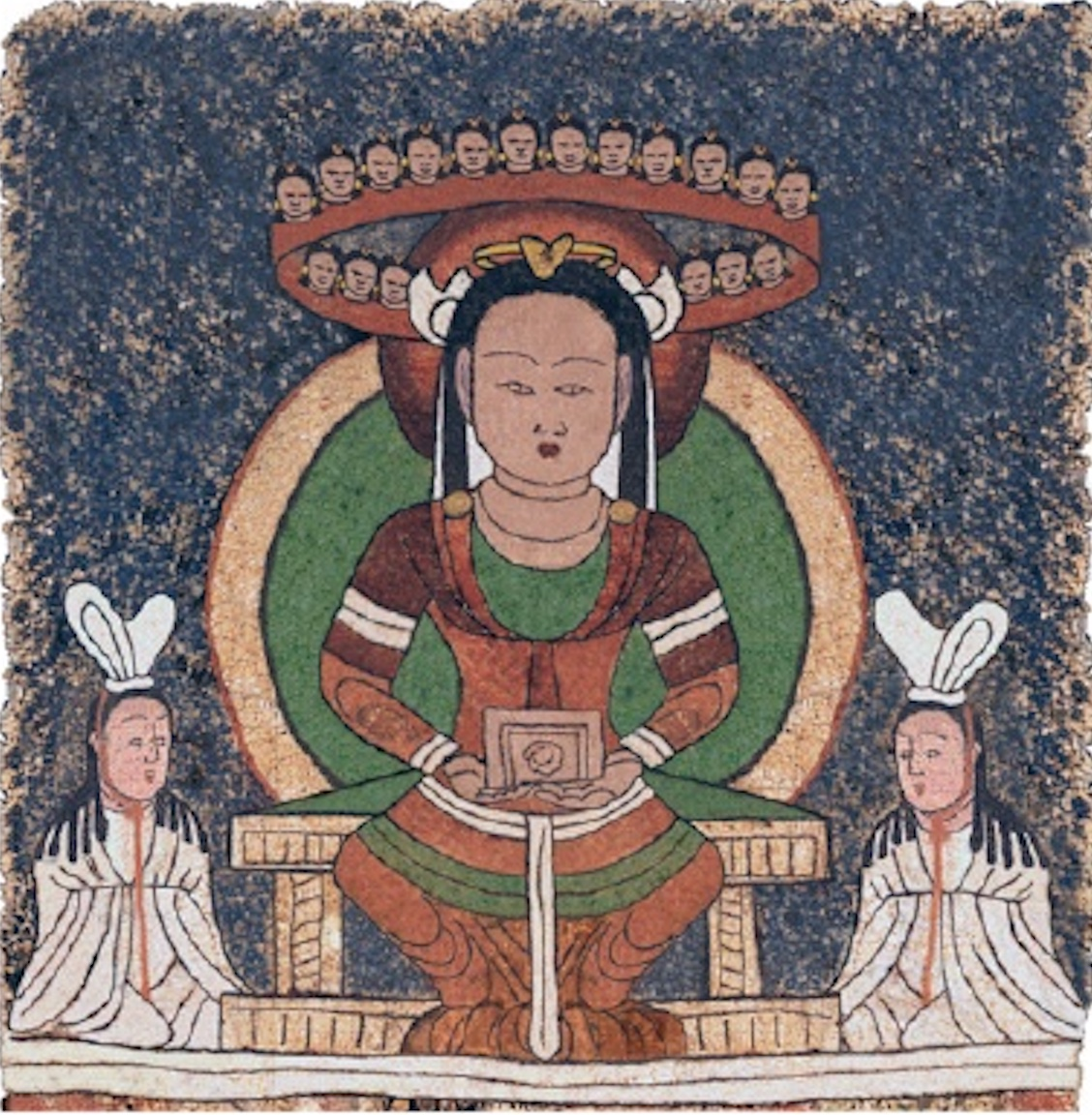
Bild eines Lichtmädchens

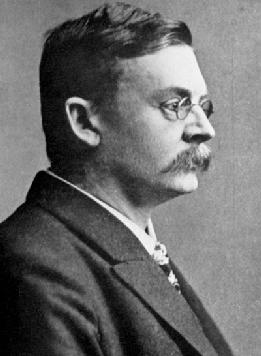
Albert Grünwedel

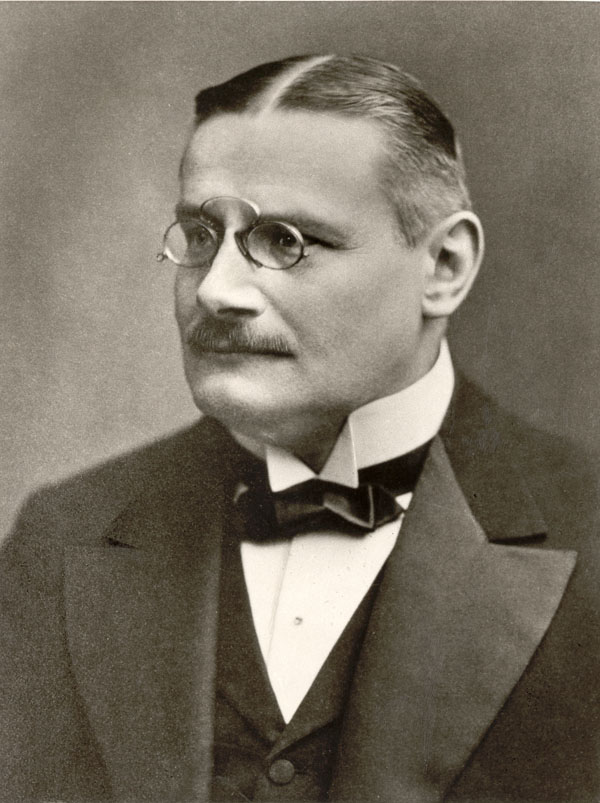
Albert von Le Coq

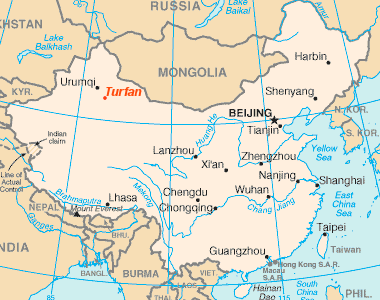
Turfans Lage im heutigen China

Die Deutschen Turfanexpeditionen waren vier Expeditionen nach Turfan und in umliegende Gebiete, die zwischen 1902 und 1914 stattfanden und vom damaligen Direktor der Indischen Abteilung des Museums für Völkerkunde in Berlin, Albert Grünwedel, initiiert und zusammen mit dem Turkologen Albert von Le Coq organisiert wurden. Beide brachten Tausende Reste von Malereien und anderen Kunstobjekten sowie insgesamt mehr als 40.000 Textfragmente nach Berlin.

## Verlauf
1902 ging das erste Forscherteam nach Turfan und kehrte ein Jahr später mit 46 Kisten voller Schätze zurück. Kaiser Wilhelm II. war begeistert und finanzierte die zweite Expedition; die dritte wurde durch Hilfe des Kultusministeriums finanziert.
Le Coq fand auch ein Fresko des Religionsstifters Mani aus dem 9. Jahrhundert, das ihn im Kreis seiner Jünger zeigt. Er meißelte das Bild von der Wand und ließ es nach Deutschland bringen. Im Zweiten Weltkrieg wurde es zerstört. Heute befinden sich die meisten der Ausgrabungsobjekte entweder in Berlin (Museum für Indische Kunst in Berlin-Dahlem) oder Delhi. Viele Exponate sind im Humboldt Forum ausgestellt.
1. Expedition: November 1902 – März 1903 (Leiter: Grünwedel)
2. Expedition: November 1904 – August 1905 (Leiter: Le Coq)
3. Expedition: vereinigte sich mit 2. Expedition Dezember 1905 - April 1907 (Leiter: Grünwedel)
4. Expedition: Dezember 1913 – Januar 1914 (Leiter: Le Coq)
Der Museumsmitarbeiter Theodor Bartus, der unter anderem für die Ablösung von Wandgemälden zuständig war, begleitete alle vier Expeditionen.
Stationen der verschiedenen deutschen Turfan-Expeditionen waren (in alter Schreibung) unter anderem die Orte Andidschan, Kaschgar, Maralbaschi, Tumschuk, Ak-su, Kyzil, Kumtura, Kutscha, Sim-sim, Kirisch, Schortschuk, Karaschahr, Toksun, Turfan, Chotscho, Murtuk, Sängim, Toyok, Komul, Urumtschi und Kuldscha.

## Verbleib der Exponate
Die Exponate kamen zum ursprünglich 1873 gegründeten  Museum für Völkerkunde und begründeten den neuen Sammlungsbestand zu Zentralasien. Im Zweiten Weltkrieg kam es zu Bestandsverlusten durch Luftangriffe und Abtransport als Beutekunst. 1956/1957 wurden die Sammlungen in Dahlem zusammengeführt und zuerst im Rahmen einer selbstständigen „Indischen Kunstabteilung“, später im „Museum für Indische Kunst“ präsentiert. Inzwischen sind viele Exponate im Museum für Asiatische Kunst innerhalb des Humboldt Forums in Berlin-Mitte zu sehen.

## Verbleib der Textfunde
Einige Textfragmente kamen in die Ausstellung, die Masse der verschnürten Päckchen wurde der damaligen Königlich-Preußischen Akademie der Wissenschaften zur Bearbeitung übergeben. Die Koordination übernahm die 1912 gegründete „Orientalische Kommission“. Die Fragmente wurden ausgepackt, zwischen Glasplatten gelegt und mit schwarzem Spezialband verschlossen. Während des Zweiten Weltkrieges wurden die Turfanfragmente nach Wintershall, Solvayhall und Schönbeck/Elbe ausgelagert. 
Nach dem Krieg wurde der größte Teil der Fragmente an die 1946 neu gegründete Deutsche Akademie der Wissenschaften übergeben; kleinere Teile kamen an die Mainzer Akademie der Wissenschaften und Literatur, an das Orientalische Seminar der Universität Hamburg und nach Göttingen. Nach der Gründung der Staatsbibliothek Preußischer Kulturbesitz kamen einige Fragmente hierher. 1992 wurden die Fragmente bei der Berlin-Brandenburgischen Akademie der Wissenschaften wieder vereint.
- Die Berliner Turfansammlung wurde im 1947 gegründeten Institut für Orientforschung an der Deutschen Akademie der Wissenschaften erforscht, insbesondere in der 1965 von Wolfgang Steinitz und Georg Hazai gegründete Turfanforschungsgruppe.
- 1969 bis 1991 wurden die Berliner Turfantexte vom Zentralinstitut für Alte Geschichte und Archäologie der Akademie der Wissenschaften der DDR erforscht.
- Die meisten Sanskrit-Fragmente wurden in Göttingen durch das 1957 von der Deutschen Morgenländischen Gesellschaft begründete Projekt „Katalogisierung der Orientalischen Handschriften in Deutschland“ (KOHD) bearbeitet. Ein weiteres Projekt ist das „Sanskrit-Wörterbuch der buddhistischen Texte aus den Turfan-Funden und der kanonischen Literatur der Sarvāstivāda-Schule“.
- Die Arbeit des Akademienvorhabens „Turfanforschung“ der Berlin-Brandenburgischen Akademie der Wissenschaften konzentriert sich seit 1992 auf die Edition der iranischen und alttürkischen Fragmente.

2002 fand aus Anlass des 100. Jahrestages der ersten deutschen Turfan-Expeditionen unter dem Titel „Turfan Revisited. The First Century of Research into the Arts and Cultures of the Silk Road“ in Berlin eine internationale Konferenz statt.

## Beispielexponate

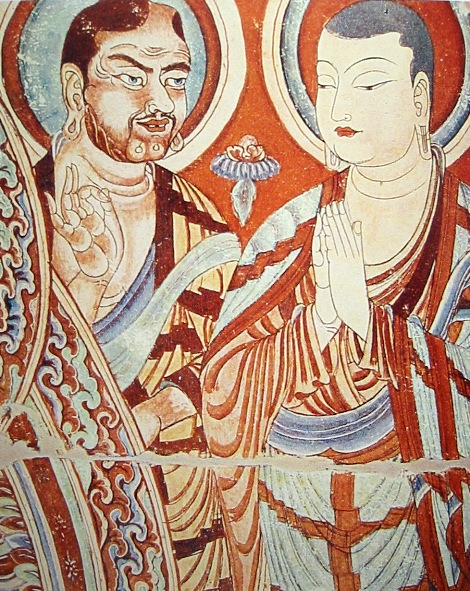
Fresko aus dem 9. Jahrhundert, gefunden von der 2. Expedition
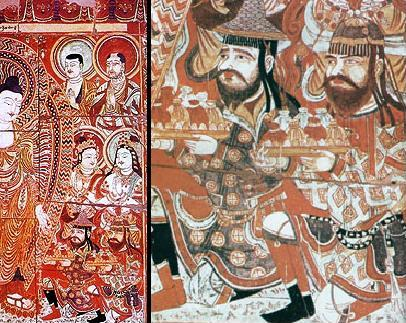
Fresko aus dem 9. Jahrhundert, gefunden von der 2. Expedition
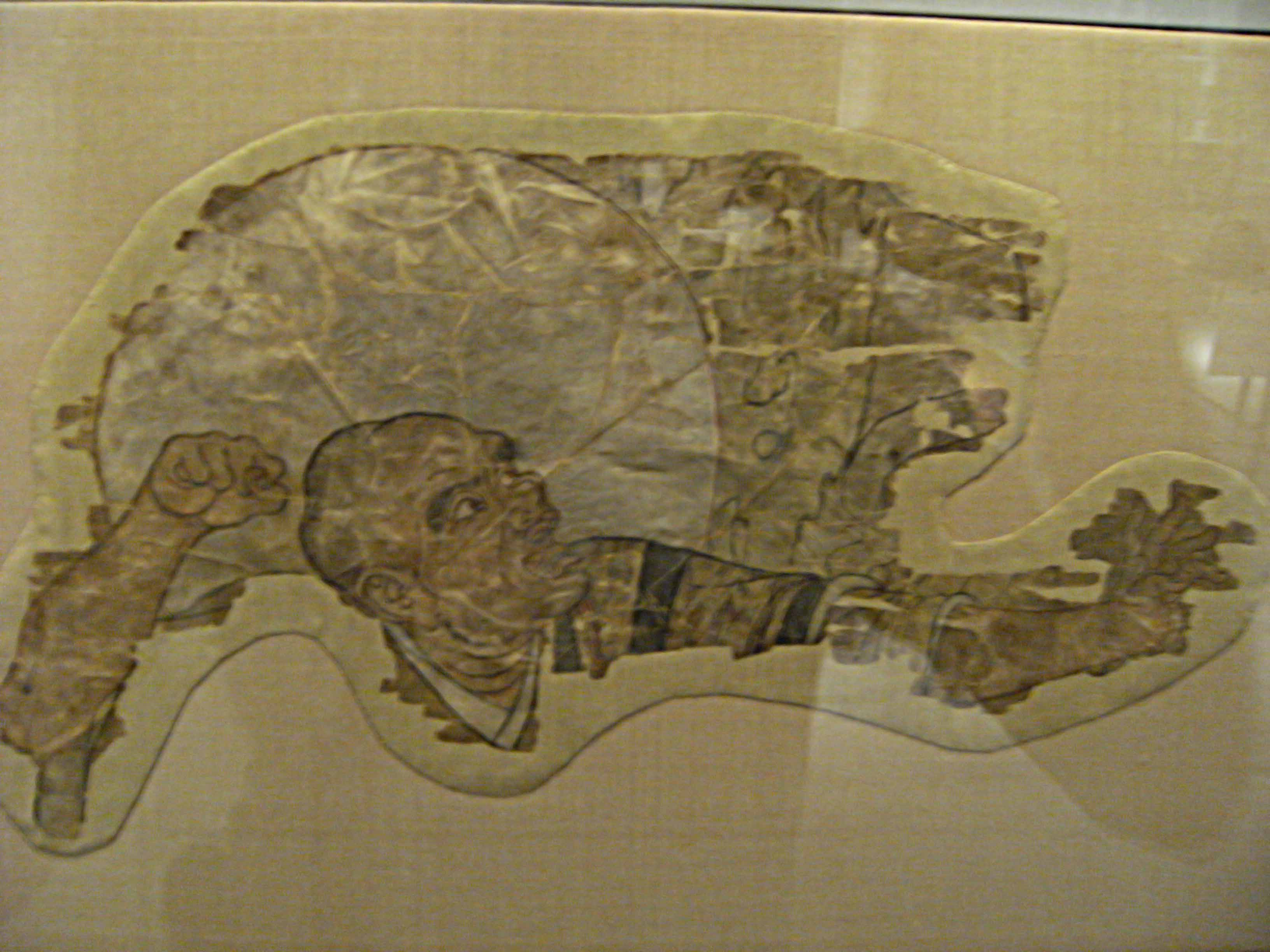
Seidenmalerei „Zorniger Arhat“ gefunden von der 2. Expedition
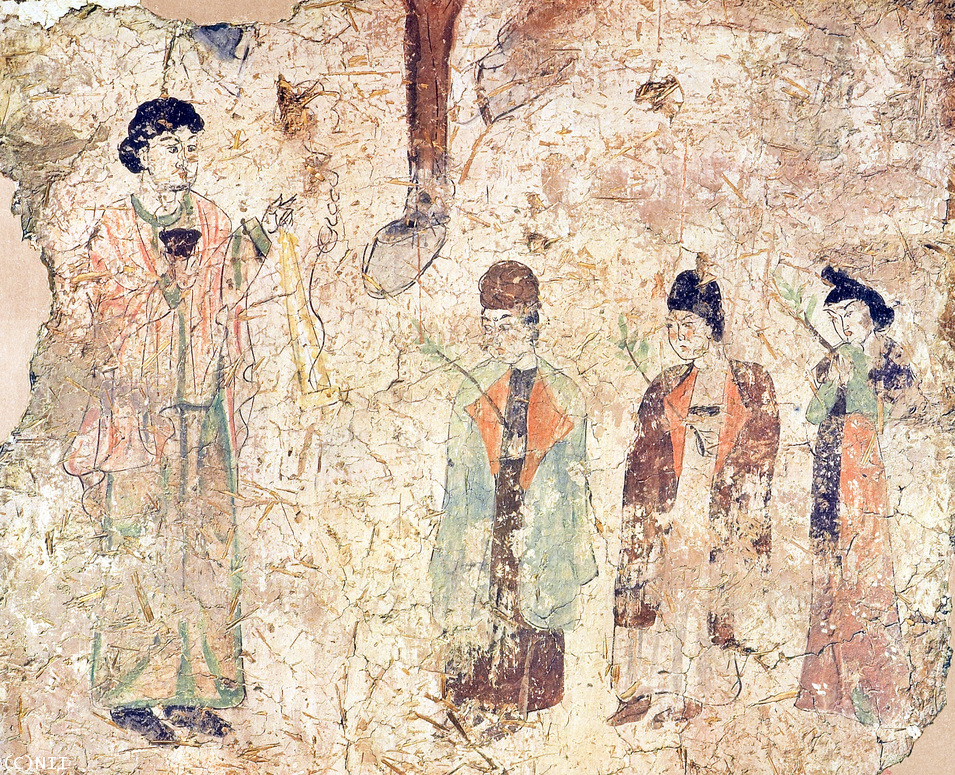
„Palmsonntag“, Wandbilder aus einem christlichen Tempel, Chotscho
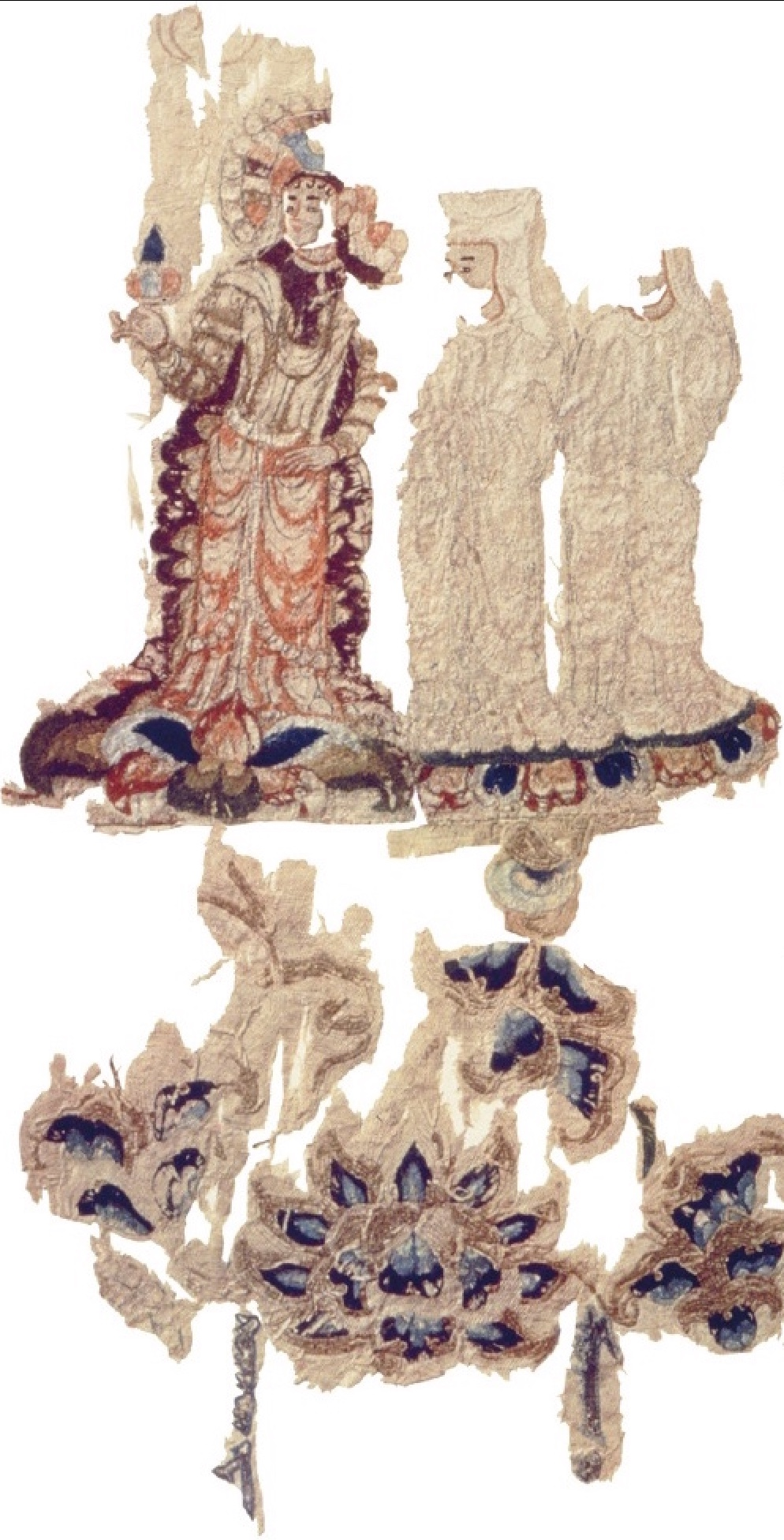
„MIK III 6251“
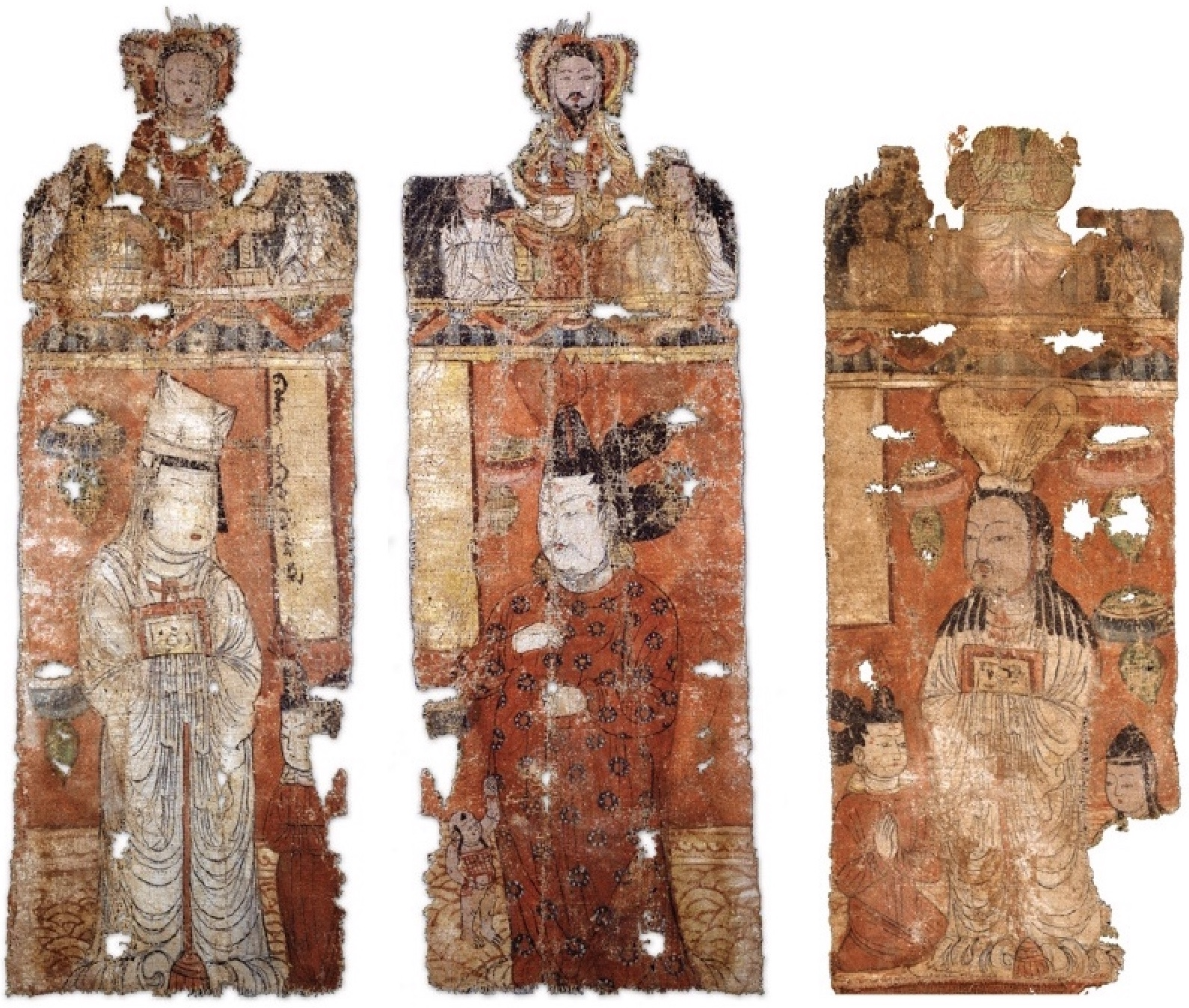
Manichäische Tempelfahnen „MIK III 6286“ und „MIK III 6283“
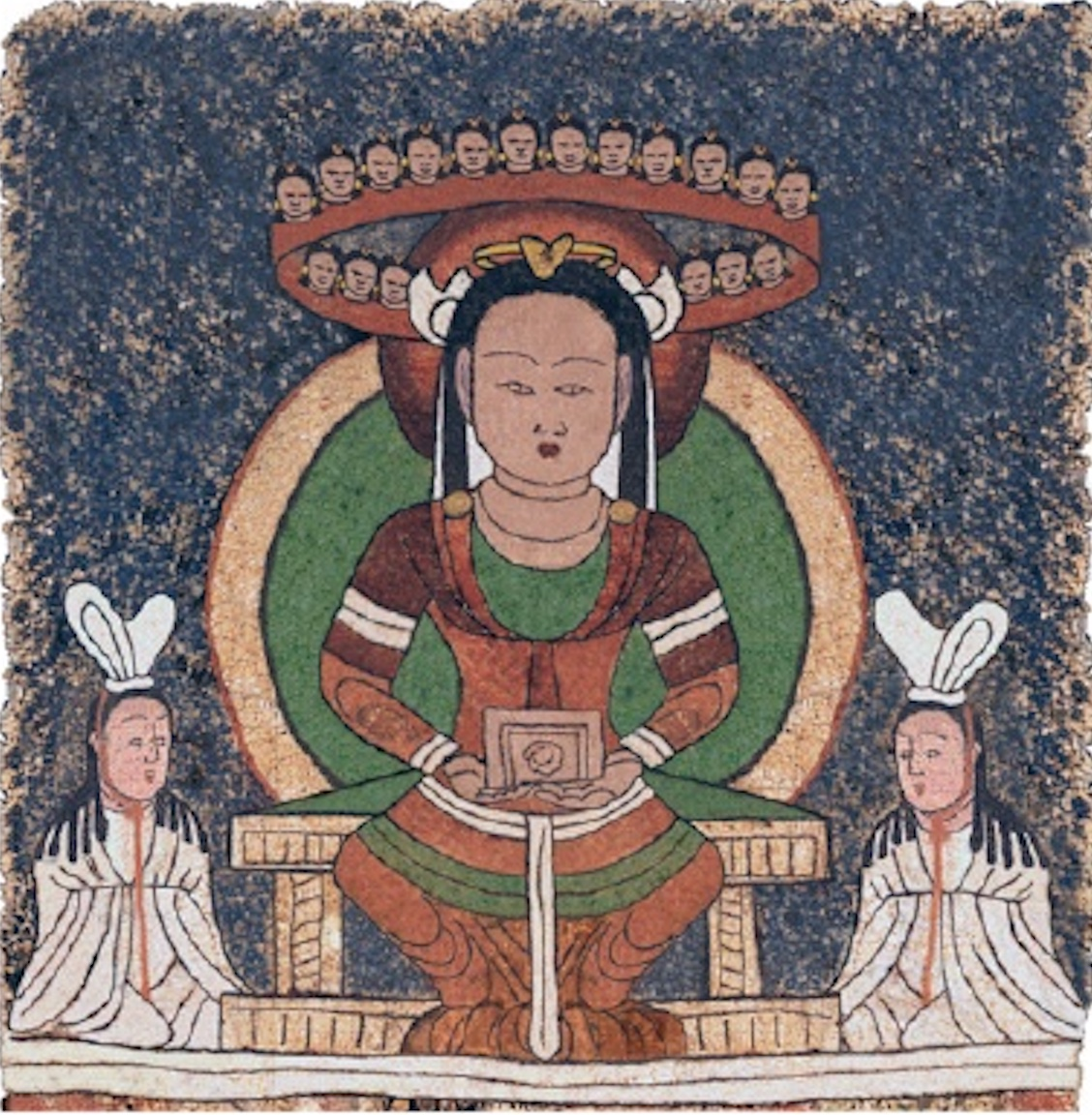
Rekonstruktion des Lichtmädchenbildes auf dem manichäischen Tempelfahne „MIK III 6286“
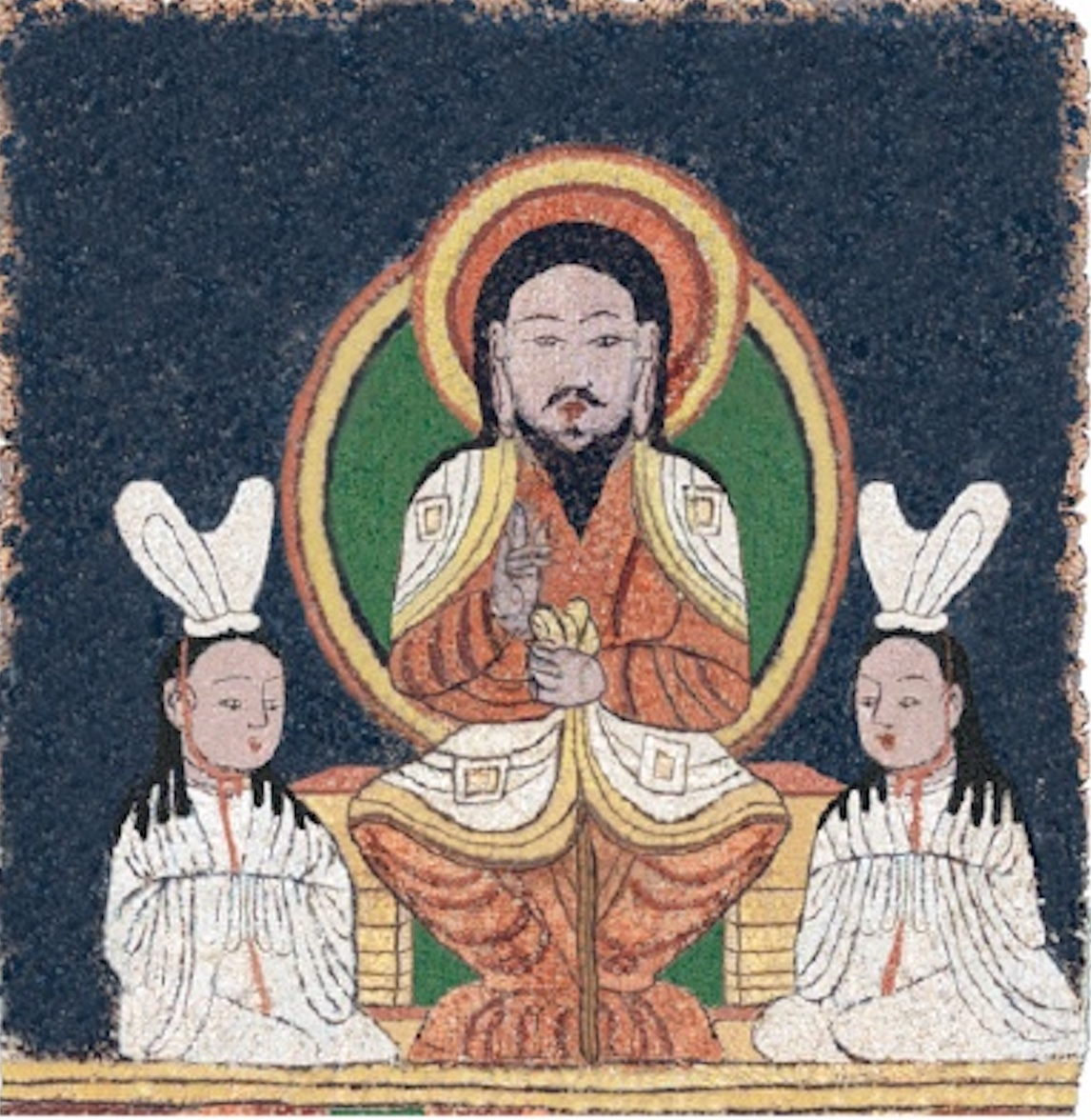
Rekonstruktion des Jesusbildes auf dem manichäischen Tempelfahne „MIK III 6286“
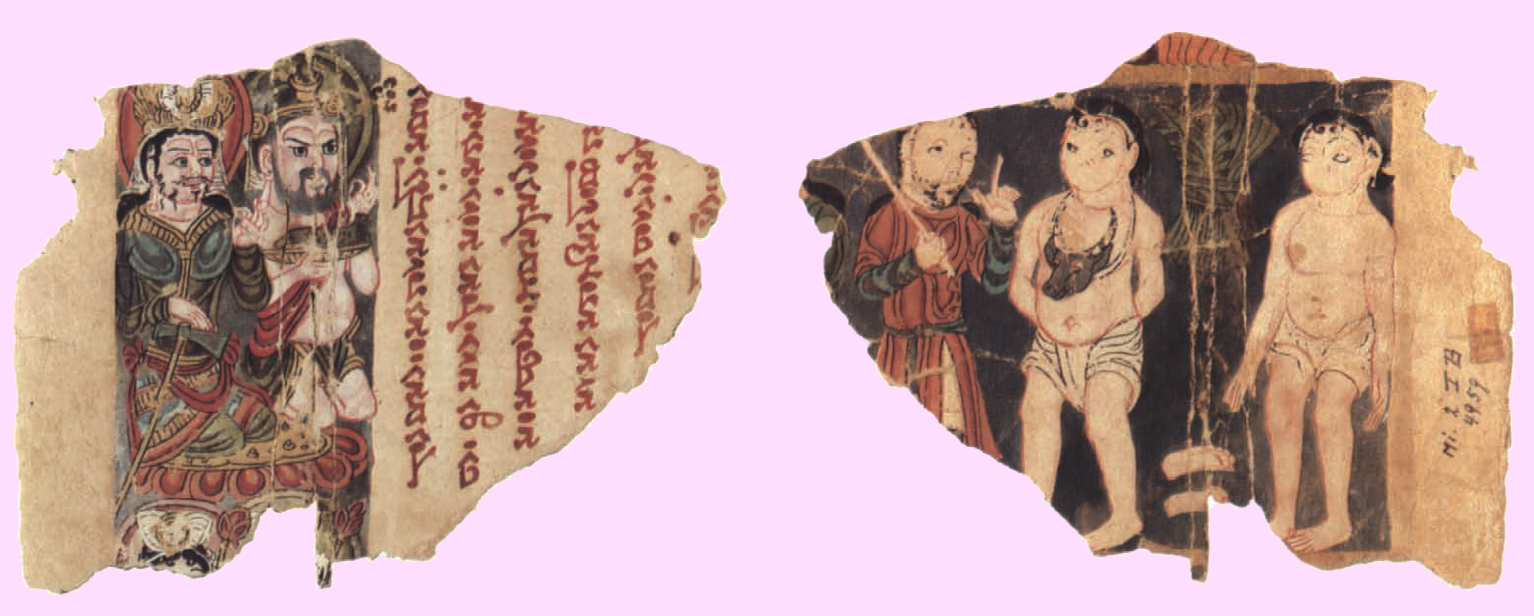
„MIK III 4959“
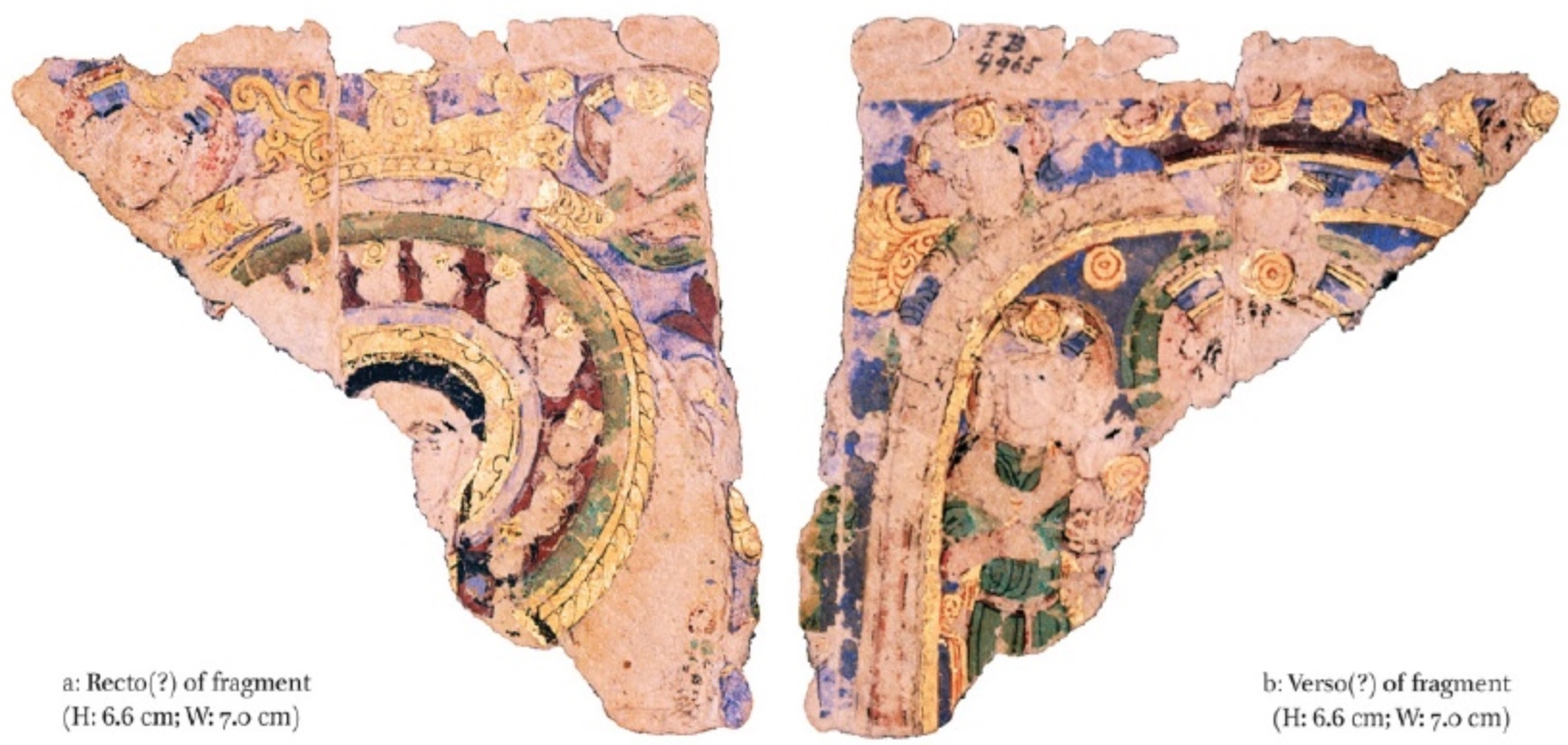
„MIK III 4965“
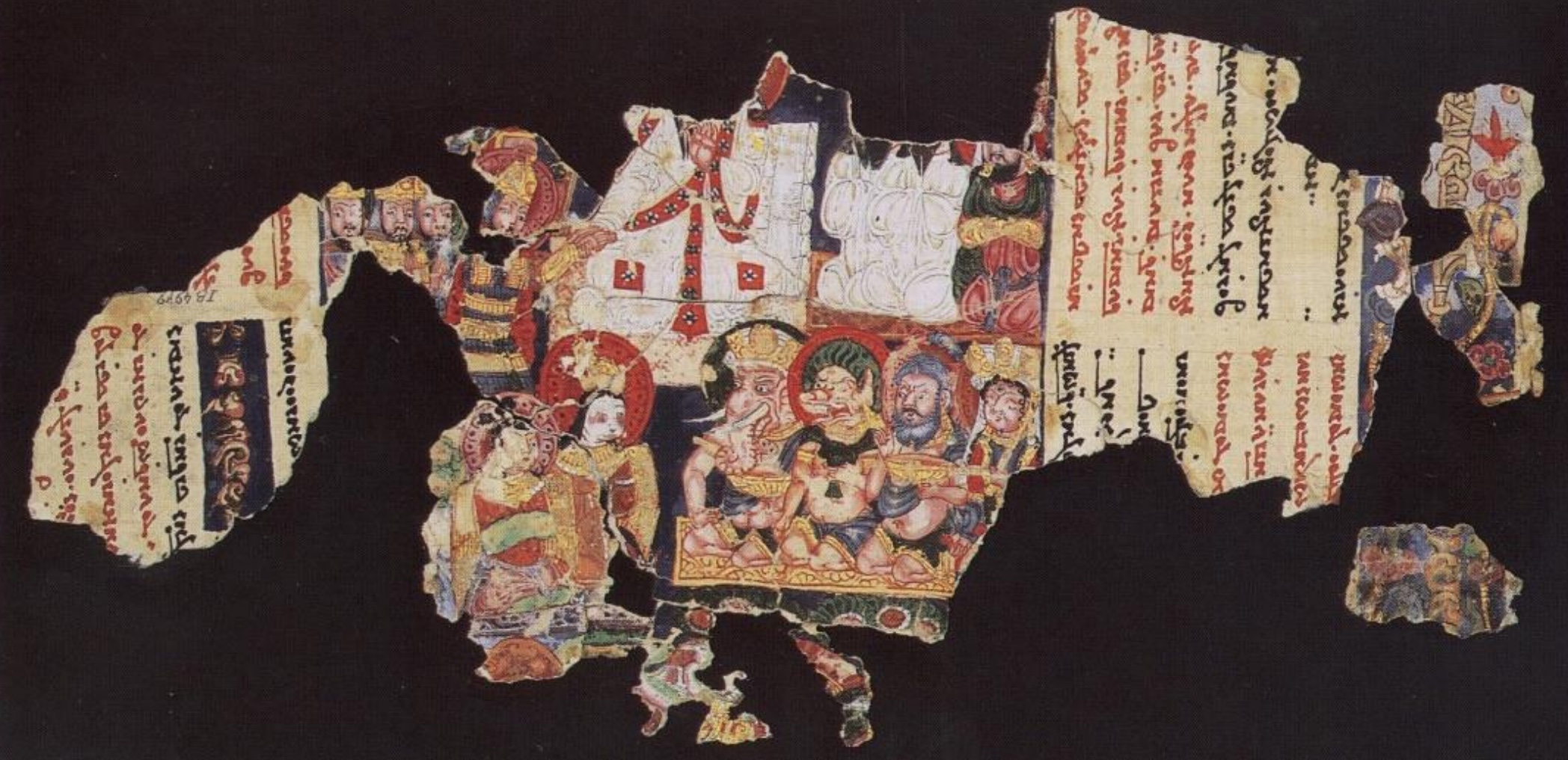
„MIK III 4979“ Recto
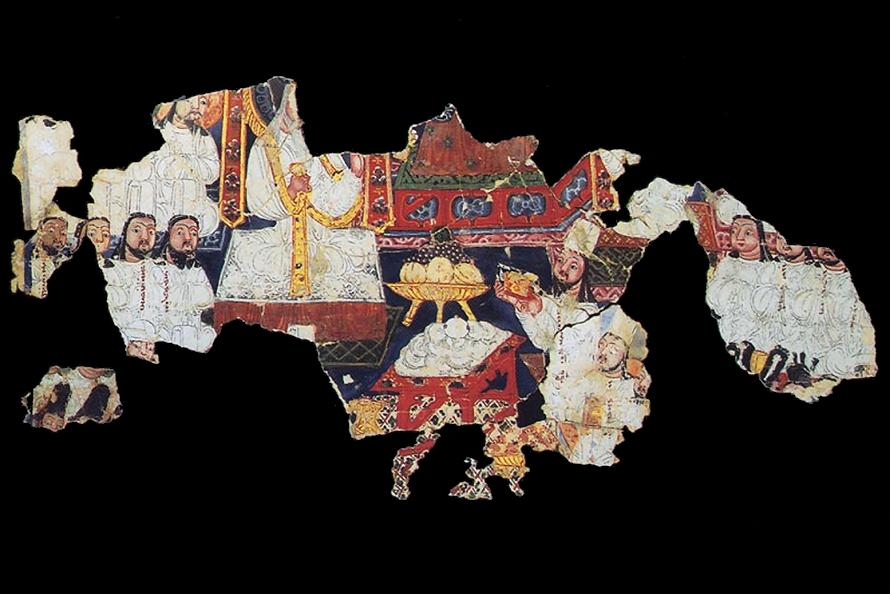
„MIK III 4979“ Verso
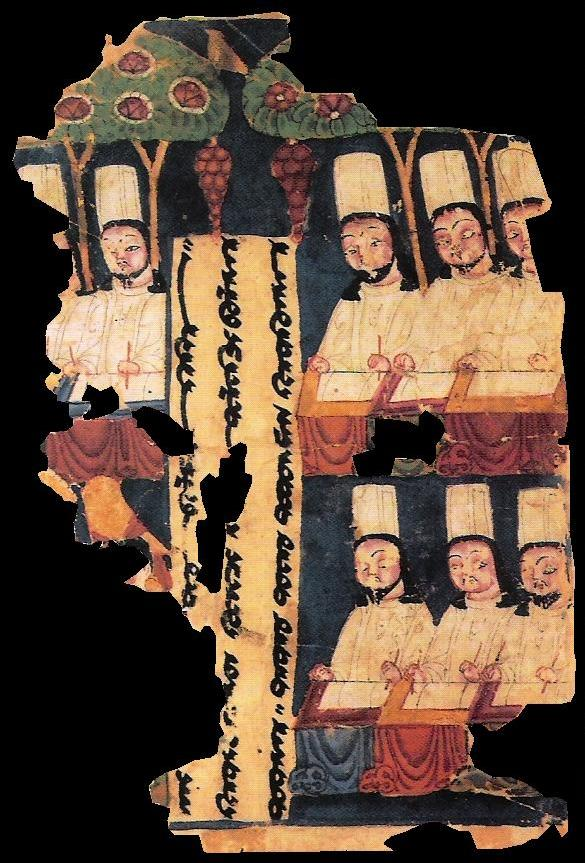
„MIK III 6368“ Recto
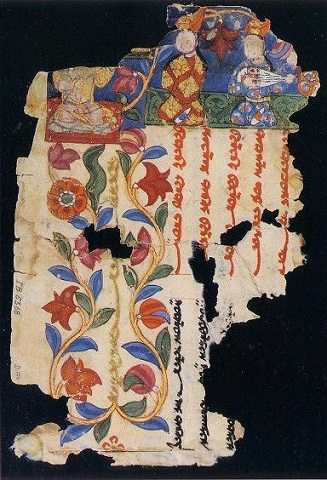
„MIK III 6368“ Verso
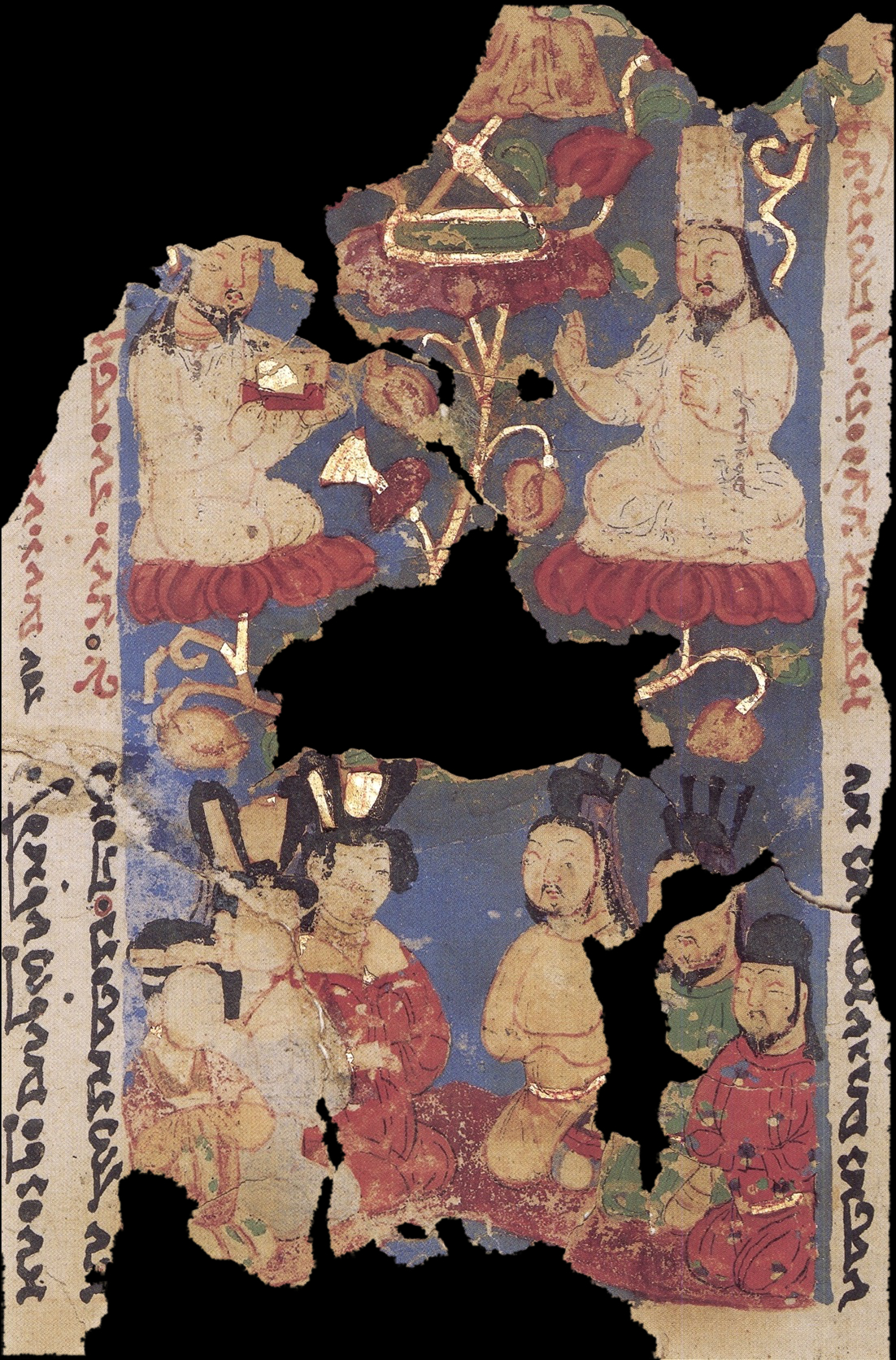
„MIK III 8259“ Folio 1 Recto
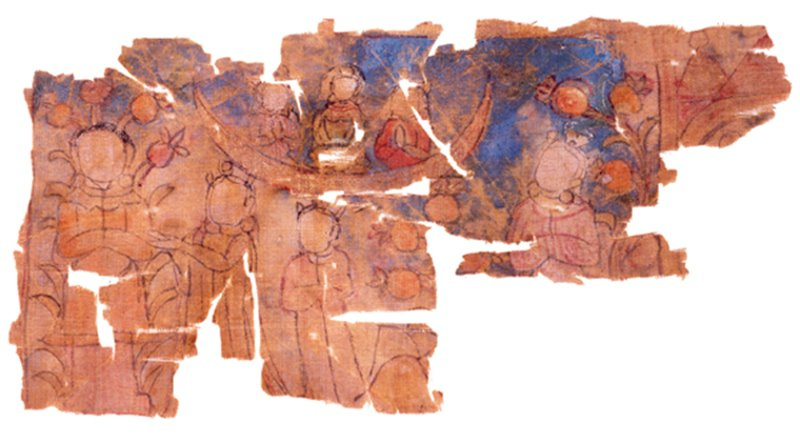
„MIK III 6278“
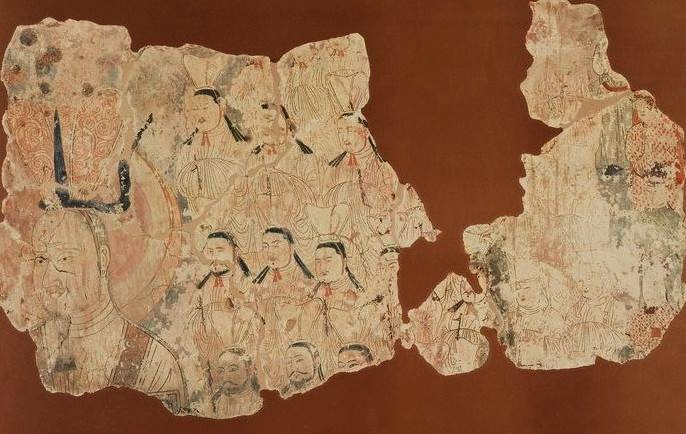
„MIK III 6918“